# Бочаров, Фёдор Андреевич
Фёдор Андреевич Бочаров (1903, Будище, Курская губерния — 17 июля 1945) — командир пулемётного расчёта 838-го стрелкового полка младший сержант — на момент представления к награждению орденом Славы 1-й степени.

## Биография
Родился в 1903 году в селе Будище (ныне — Большесолдатского района Курской области). Член ВКП с 1944 года. Окончил 2 класса. Трудился в колхозе.
В 1943 году был призван в Красную Армию Больше-Солдатским райвоенкоматом. На фронте с марта 1943 того же года. Воевал пулемётчиком в составе 838-го стрелкового полка 237-й стрелковой дивизии.
17 сентября 1944 года в бою за господствующую высоту в 8 км юго-восточнее населенного пункта Леско младший сержант Бочаров скрытно вышел во фланг противнику, огнём из пулемёта подавил огневую точку, истребил более 10 противников. 19 сентября первым поднялся в атаку, вместе с подразделением ворвался в населённый пункт Завуз, уничтожил несколько вражеских солдат.
Приказом от 15 октября 1944 года младший сержант Бочаров Фёдор Андреевич награждён орденом Славы 3-й степени.
28 октября 1944 года в бою на подступах к городу Чоп младший сержант Бочаров со своим расчётом вывел из строя 2 огневые точки противника, истребил 8 солдат. 30 октября в критический момент боя у населённого пункта Ашрань заменил раненого наводчика пулемёта, отразил 2 вражеские контратаки, сразил до 10 фашистов и удержал занимаемый рубеж.
Приказом от 27 декабря 1944 года младший сержант Бочаров Фёдор Андреевич награждён орденом Славы 2-й степени.
12 февраля 1945 года в бою за город Мендзыжеч фланговым огнём содействовал освобождению населённого пункта. 14 февраля в бою близ населённого пункта Веграбовице при отражении контратак противника поразил много противников. За эти бои был представлен к награждению орденом Славы.
28 апреля 1945 года, в одном из боёв в ходе Моравско-Остравской операции, получил тяжёлые осколочные ранения. Находился на лечении в эвакогоспитале № 1606, здесь встретил день Победы. От полученных ран скончался 17 июля 1945 года. Похоронен на воинском кладбище в городе Кракове.
Указом Президиума Верховного Совета СССР от 29 июня 1945 года за образцовое выполнение заданий командования в боях с захватчиками младший сержант Бочаров Фёдор Андреевич награждён орденом Славы 1-й степени. Стал полным кавалером ордена Славы.
Награждён орденами Славы 3-х степеней.
Награда Орден Славы 1 степени так и не был вручен ни Герою,ни его родным.Если вдруг найдутся родственники они могут обратиться в Министерство обороны РФ и получить награду Федора Андреевича.